# Lluís Font Espinós
Lluís Font Espinós (Barcelona, 1958) es un profesor y político español. Desde 2018, es diputado en el Parlamento de Cataluña por la lista de Junts per Catalunya.

## Biografía
Licenciado en Filosofía y letras por la Universidad Autónoma de Barcelona y doctor en Ciencias de la Educación por la misma universidad, desde 1994 hasta 2010 fue director general de la Fundación Blanquerna y miembro de su patronato, los últimos años como vicepresidente. Formó parte también del patronato de la Universidad Ramon Llull. Actualmente es profesor titular de la Universidad Ramon Llull en la Facultad de Comunicación y Relaciones Internacionales Blanquerna. Ha sido también profesor de la Facultad de Psicología y Ciencias de la Educación Blanquerna.

## Trayectoria política
Entre los años 2011 y 2012 ejerció el cargo de secretario de Políticas Educativas del Departamento de Enseñanza de la Generalidad de Cataluña y en 2016 fue nombrado presidente del Consejo Escolar de Cataluña.
Militó en el Moviment de Joves Socialistes de Catalunya y en el Partido de los Socialistas de Cataluña desde mediados de la década de 1970. Fue responsable del ámbito de Educación, Universidad y Conocimiento del Partido Demócrata Europeo Catalán (PDeCAT) hasta que el 2 de diciembre de 2017 entró a la ejecutiva del partido como responsable de Estudios y Programas. En las Elecciones al Parlamento de Cataluña de 2017 fue elegido diputado en la lista de Junts per Cataluña.